# Vicente Fox
Vicente Fox Quesada (Ciudad de México, 2 de julio de 1942) es un empresario y político mexicano que se desempeñó como presidente de México desde el 1 de diciembre de 2000 hasta el 30 de noviembre de 2006. Fue el primer presidente no emanado del Partido Revolucionario Institucional (PRI) o sus antecesores desde 1929, lo que significó en una alternancia política que no se había dado en setenta y un años.
Haciendo campaña como populista de derecha, Fox se postuló y fue elegido presidente abanderado por el Partido Acción Nacional (PAN), que era un partido de la oposición en el momento de su elección como presidente, en las elecciones federales de 2000, en las que ganó con el 42.52 % de los votos.
Como presidente, siguió principalmente las políticas económicas neoliberales que sus antecesores del PRI habían adoptado desde fines de los años ochenta. La primera mitad de su administración vio un nuevo cambio del gobierno federal a la derecha, fuertes relaciones con los Estados Unidos y George W. Bush, intentos fallidos de aplicar un impuesto al valor agregado a los medicamentos, construir un aeropuerto en Texcoco, y un importante conflicto diplomático con el líder cubano Fidel Castro.
La segunda mitad de su administración estuvo marcada por su conflicto con Andrés Manuel López Obrador, entonces jefe de Gobierno de la Ciudad de México. El PAN y la administración de Fox intentaron sin éxito destituir a López Obrador de su cargo y evitar que participe en las elecciones presidenciales de 2006. La administración de Fox también tuvo conflictos diplomáticos con Venezuela y Bolivia luego de apoyar la creación del Área de Libre Comercio de las Américas, a la que se opusieron esos dos países. Su último año en el cargo supervisó las controvertidas elecciones de 2006, donde el candidato del PAN Felipe Calderón fue declarado vencedor por un margen muy estrecho sobre su oponente López Obrador, quien afirmó que las elecciones fueron manipuladas y se negaron a reconocer los resultados, haciendo protestas en todo el país. En el mismo año, el estado sureño de Oaxaca fue el escenario de una huelga de maestros que culminó en protestas y violentos enfrentamientos pidiendo la renuncia del gobernador Ulises Ruiz Ortiz.
Por otro lado, se le acreditó a Fox el mantenimiento del crecimiento económico durante su administración y la reducción de la tasa de pobreza del 43.7 % en 2000 al 35.6 % en 2006. Creó la Fiscalía Especial para Movimientos Sociales y Políticos del Pasado (FEMOSPP) para investigar los crímenes y las violaciones a los derechos humanos comeditos por gobiernos antecesores, en particular la Guerra sucia en México entre los años 1960 y 80 del siglo pasado.
Después de servir como presidente de México durante seis años, Fox regresó a su estado natal: Guanajuato, donde ahora reside con su esposa y su familia. Desde que dejó la presidencia, Fox ha estado involucrado en el discurso público y en el desarrollo del Centro de Estudios, Biblioteca y Museo Vicente Fox.
En 2013, Fox finalmente decidió abandonar el Partido Acción Nacional, luego de respaldar al candidato presidencial del PRI, Enrique Peña Nieto, el año anterior. Para luego hacer lo mismo con su respectivo candidato, José Antonio Meade, en 2018. Ese mismo año, Fox se unió a la junta directiva de High Times.
Actualmente es copresidente de la Internacional Demócrata de Centro, una organización internacional de partidos políticos de centroderecha.

## Primeros años
Nació el 2 de julio de 1942 en Ciudad de México. Su madre, Mercedes Quesada Etxaide, nació en San Sebastián, Guipúzcoa (España), el 11 de mayo de 1919, y emigró a México a temprana edad.
Su abuelo paterno, José Luis Fox Flach, nació bajo el nombre de Joseph Louis Fuchs en Cincinnati, Ohio, Estados Unidos hijo de Louis Fuchs y Catherina Elisabetha Flach, ambos inmigrantes alemanes católicos.
La familia Fuchs trocó su apellido a Fox después de 1870, tanto Fox significa zorro en inglés igual que Fuchs en alemán, el cual es una traducción literal del idioma alemán al inglés. Su padre, José Luis Fox Pont, nació en Irapuato, Guanajuato, y adquirió la nacionalidad estadounidense, sin embargo el 4 de marzo de 1946, recuperó la nacionalidad mexicana. José Luis Fox Pont proviene de una familia que en 1915 adquirió la Hacienda San Carlos.
Vicente Fox pasó sus primeros años en el Rancho San Cristóbal del municipio de San Francisco del Rincón, en compañía de sus ocho hermanos. Cursó la mayor parte de sus estudios básicos en instituciones católicas, Colegio de La Salle e Instituto Lux en León y estudió la Licenciatura en Administración de Empresas, en la Universidad Iberoamericana, concluyó sus estudios en 1964, pero pasaron 35 años hasta que finalmente, en marzo de 1999, obtuvo su título universitario al presentar su examen profesional con la tesis Generación de un plan básico de gobierno en el estado de Guanajuato, en el  aula magna Agustín Reyes Ponce del campus Santa Fe de la Ciudad de México.
En 1965, entró a trabajar en la compañía Coca-Cola primero como distribuidor local y después como supervisor de ruta de camiones repartidores y en 1970 llegó a ser Director Nacional de Operaciones, en 1971 Director de Mercadotecnia, para en solo once años asumir la presidencia de la división de América Latina, transformándose así en el gerente ejecutivo más joven en la historia de la compañía transnacional.
Todo lo anterior gracias al apoyo de Sergio Zyman, vicepresidente y director de marketing de The Coca-Cola Co. y uno de los socios de la transnacional con mayor influencia en su Consejo de Administración.
Por aquellas fechas decidió cursar el Diplomado de Alta Gerencia, impartido por profesores de la Escuela de Negocios de la Universidad Harvard, posteriormente renunció a la compañía refresquera en 1979 para dedicarse a sus negocios, los cuales giran en torno a la alimentación agropecuaria, la exportación de verduras congeladas y el calzado. Algunos años antes había contraído primeras nupcias con su asistente en Coca-Cola, Lilian de la Concha; estuvieron casados de 1972 a 1991. Adoptaron cuatro hijos: Ana Cristina, Paulina, Vicente y Rodrigo. Por problemas personales, el matrimonio civil fue disuelto en 1991.

## Incursión en la política
De manera paralela fue Secretario del Ramo Agropecuario en Gabinete Alternativo del PAN formado por Manuel Clouthier.
El miércoles 6 de julio de 1988, Vicente Fox Quesada fue elegido diputado federal por el Distrito 3 de Guanajuato para la LIV Legislatura. Como legislador, cuestionó la legitimidad del triunfo de Carlos Salinas de Gortari.
El 10 de septiembre de 1988, la Cámara de Diputados erigida en Colegio Electoral, declaró válidas las elecciones y presidente electo a Carlos Salinas de Gortari por el voto de 263 diputados, de los cuales 260 eran del PRI, con 83 votos en contra y en ausencia de 150 diputados de la oposición. Durante una de las sesiones de este Colegio, el diputado federal Vicente Fox se colocó dos boletas electorales del fraude a manera de orejas de ratón para ridiculizar a Salinas.
En 1995 fue miembro del Grupo San Ángel.

## Gobernador de Guanajuato
Tres años después, contendió por la gubernatura del estado de Guanajuato contra el candidato del PRI, Ramón Aguirre Velázquez, exregente del Departamento del Distrito Federal en el gobierno de Miguel de la Madrid entre el 1 de diciembre de 1982 y el 30 de noviembre de 1988. A pesar de que el PRI oficialmente había obtenido la mayoría de votos, fueron descubiertos cheques del gobierno para el financiamiento de la campaña del PRI. El 30 de agosto del mismo año, el nuevo Congreso del Estado con mayoría priista nombró como gobernador interino a Carlos Medina Plascencia. Posteriormente fue retirado el candidato del PRI, a lo cual Luis Donaldo Colosio, dijo:

Las condiciones peculiares de la contienda […] nos plantearon la exigencia de conciliar el triunfo con los principios de nuestra moralidad […] y anteponer nuestra responsabilidad superior con la nación y con la sociedad en su conjunto, al legítimo reclamo de la victoria.

En las elecciones estatales extraordinarias de 1995, resultó ganador con el 58.1 % de los votos, frente a Ignacio Vázquez Torres con un 32.9 % de los votos.

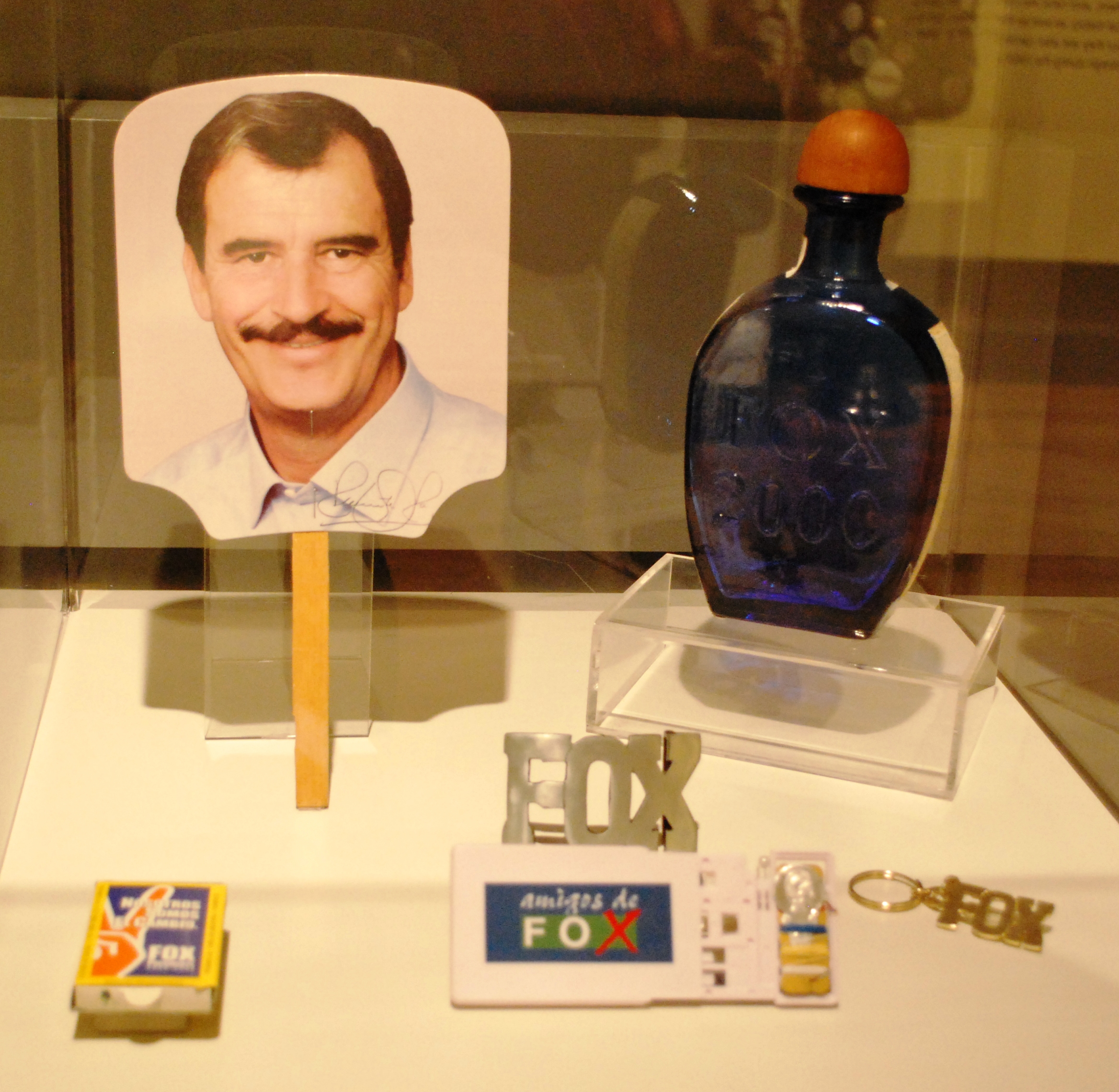
Artículos de la campaña presidencial de Fox en exhibición en el Museo del Objeto del Objeto.

## Campaña presidencial
Ya para 1997, Fox había manifestado públicamente su interés por ocupar la presidencia de la República, cargo para el cual sería habilitado solamente tras la reforma constitucional del artículo 82 en 1993 que permite a los mexicanos por nacimiento, hijos de padre o madre de origen extranjero nacidos dentro de territorio nacional poder aspirar al puesto. Se hizo de la candidatura presidencial el 14 de noviembre de 1999.
Fue una larga campaña política que duró más de 2 años la cual se caracterizó por implementar novedosas estrategias de mercadotecnia política inspiradas en su experiencia profesional. Contó con el apoyo de diversas instituciones, una de las más polémicas fue la llamada Amigos de Fox, cuyo titular, Lino Korrodi, fue acusado de permitir recursos provenientes del extranjero y de otras fuentes desconocidas, situación que el mismo Korrodi aceptó públicamente, aduciendo que dicho financiamiento había sido efectuado durante la precampaña, evitando así incurrir en delito electoral alguno, No obstante, la duda sobre la legalidad de dicho financiamiento persistió. La organización aglutinó a más de 4 millones de personas y fue la primera en utilizar internet como un medio de activismo social en campañas presidenciales. A pesar de los esfuerzos de su coordinador nacional de internet, Felipe Huicochea, la organización fue disuelta oficialmente a finales del año 2000.
En el año 2000 Fox, representando a la Alianza por el Cambio (compuesta por el Partido Acción Nacional y el Partido Verde Ecologista de México), y con el apoyo de Porfirio Muñoz Ledo, candidato presidencial del ahora extinto Partido Auténtico de la Revolución Mexicana (PARM), logró un histórico triunfo sobre el Partido Revolucionario Institucional (PRI) con el 42.52 % de los votos, lo cual es suficiente en la legislación electoral mexicana para declarar a un candidato ganador, ya que la legislación mexicana no contempla una segunda vuelta electoral.

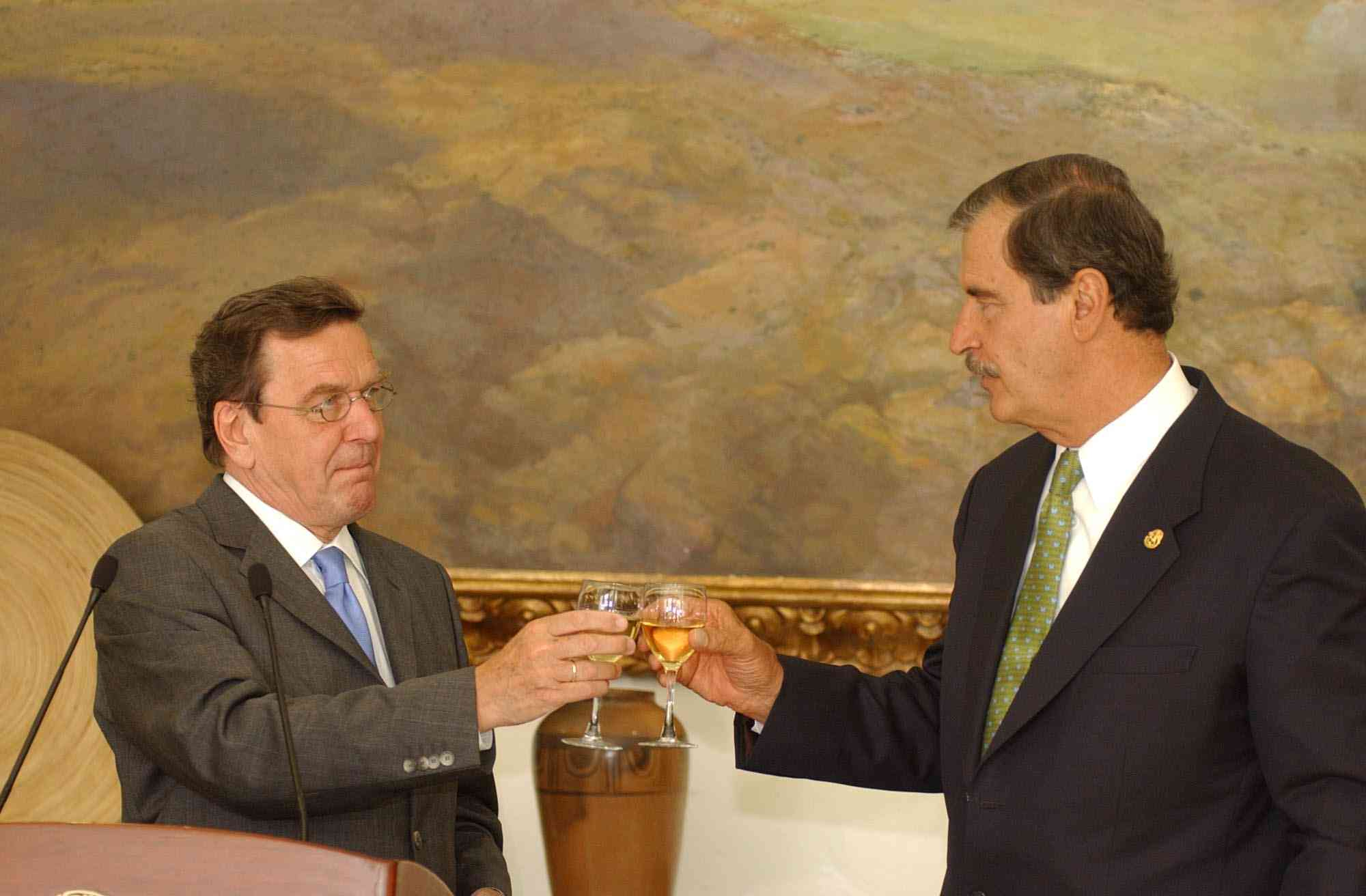
Gerhard Schröder en Los Pinos con el presidente Fox.

## Presidente de México
Vicente Fox asumió la presidencia con uno de los índices de popularidad más altos en la historia reciente de México. Sin embargo, muy pronto su popularidad se fue minando, principalmente por desacuerdos en torno al cambio que significaba su presidencia, siendo criticado por la oposición por supuestos actos irresponsables de su parte.[cita requerida]
Aconsejado por su Secretario de Hacienda, Francisco Gil Díaz promovió una reforma fiscal que contemplaba gravar con el impuesto al valor agregado el consumo de alimentos, medicinas, colegiaturas de escuelas privadas, libros y revistas, (entre otros), pero la reforma fue rechazada. Esta reforma fue polémica, pues había especialistas a favor y en contra.
El 2 de julio de 2001, justo al cumplirse un año de su última victoria electoral y un aniversario más de su nacimiento, Vicente Fox contrajo segundas nupcias por la vía civil con su exportavoz, la Sra. Marta Sahagún Jiménez, una antigua colaboradora en Guanajuato que acababa de recibir la nulidad de su primer matrimonio en el año 2000.

### Índices de aprobación

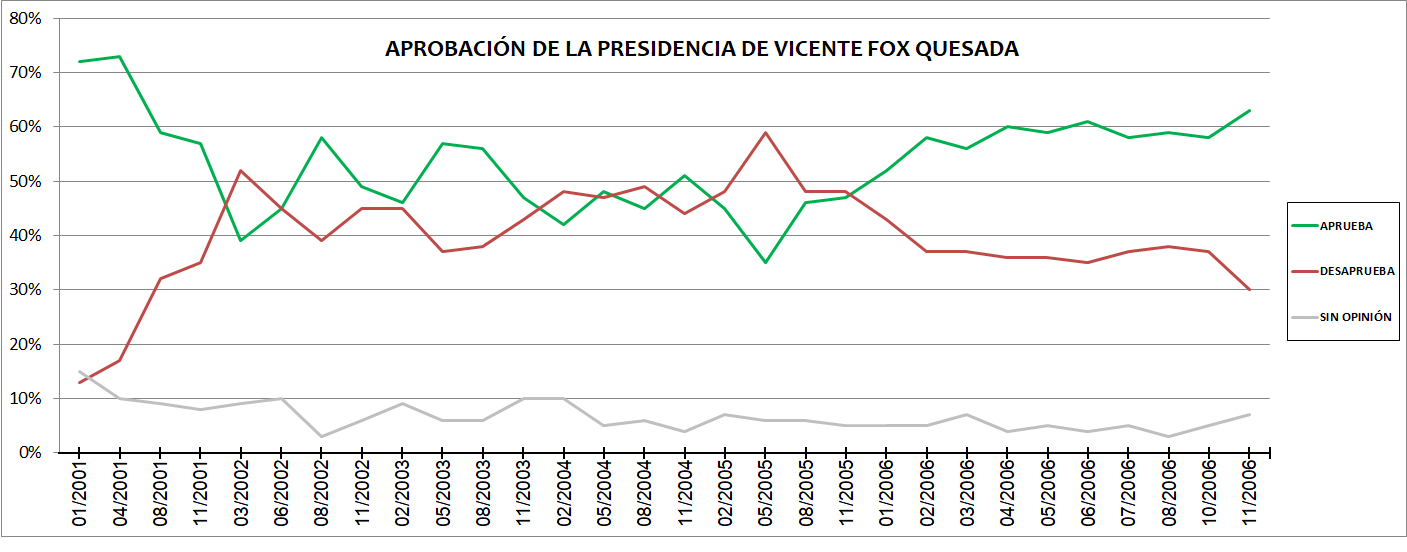
Índices de aprobación de la presidencia de Fox. Información obtenida de GEA-ISA Structura.

Cuando Fox asumió la presidencia el 1 de diciembre de 2000, su índice de aprobación se acercaba al 80 %, siendo el primer presidente en 71 años que no era miembro del PRI. Durante el resto de su presidencia, su índice de aprobación promedio fue del 53 %, mientras que su índice de desaprobación promedio fue del 40 %.
Como se puede observar en el gráfico, después de asumir el cargo, los puntos particularmente altos de su índice de aprobación fueron:
- Agosto de 2002 (58 % de aprobación, 39 % de desaprobación, 3 % sin opinión), después de que Fox aceptara suspender la construcción de un nuevo aeropuerto en el Estado de México, tras meses de protestas por parte de residentes locales que se opusieron a ser desplazados de sus tierras.[39]
- Mayo de 2003 (57 % de aprobación, 37 % de desaprobación, 6 % sin opinión), después de que Fox anunció que México no apoyaría la invasión estadounidense de Irak.[40]
- En 2006, su índice de aprobación en promedio fue del 58 % y su índice de desaprobación promedio fue del 37 %, mientras se encontraba en su último año como presidente y la atención pública estaba concentrada en las elecciones presidenciales de ese año. La popularidad de Fox durante este período, sin embargo, no pareció beneficiar en gran medida al candidato presidencial de su partido (PAN), Felipe Calderón, quien fue controvertidamente declarado ganador con solo el 35.89 % de los votos, contra Andrés Manuel López Obrador del PRD, quien oficialmente obtuvo el 35.31 % de los votos y afirmó que la elección había sido fraudulenta.

Mientras que los puntos más bajos de su índice de aprobación fueron:
- Marzo de 2002 (39 % de aprobación, 52 % de desaprobación, 9 % sin opinión), a raíz del escándalo conocido por la frase «Comes y te vas»: durante la Conferencia Internacional de las Naciones Unidas sobre Financiación para el Desarrollo, que tuvo lugar lugar entre el 18 y el 22 de marzo de 2002 en la ciudad de Monterrey y contó con Fox como anfitrión, ocurrió un incidente diplomático cuando en la noche del martes 19 Fox recibió una carta del líder cubano Fidel Castro, informándole que Castro tenía la intención de asistir al evento el día 21, habiendo sido invitado por las Naciones Unidas. Horas después de recibir dicha carta, Fox hizo una llamada telefónica a Castro en la que expresó su sorpresa ante la intención de Castro de asistir a la conferencia y lo reprochó por no haberle avisado previamente. Durante la llamada, Fox le sugirió a Castro que él y la delegación cubana llegaran el día 21 como estaba previsto para hacer su presentación, y que finalmente asisteran a un almuerzo con los otros líderes, luego de lo cual regresarían a Cuba. Aparentemente, a Fox le preocupaba que el presidente de los Estados Unidos, George W. Bush, quien también estaba programado para llegar el día 21,[41] se ofendería por la presencia de Castro en la conferencia, razón por la cual Fox sugirió que Castro se retirara después del almuerzo. Castro se indignó por la propuesta y le dijo a Fox que, en respuesta, haría público el contenido de la llamada- la cual estaba grabando en secreto-, lo que efectivamente hizo. Los medios difundieron rápidamente el incidente, siendo recordado popularmente por la frase «Comes y te vas», que resumía la propuesta de Fox a Castro. El escándalo hirió fuertemente a la administración de Fox, ya que lo hizo parecer servil a los Estados Unidos y además constituyó un quiebre con la tradición diplomática mexicana de neutralidad hacia Cuba.[42][43]

- Febrero de 2004 (42 % de aprobación, 48 % de desaprobación, 10 % sin opinión). A inicios de dicho mes, la primera dama, Marta Sahagún, se vio envuelta en un escándalo luego de ser acusada en un artículo del periódico británico Financial Times de haber usado fondos públicos para administrar su fundación «Vamos México». En el mismo mes, Sahagún anunció que tenía la intención de ser la candidata del PAN para las elecciones presidenciales de 2006, lo cual fue recibido de forma muy negativa por los miembros de dicho partido.[44][45]

- Durante el resto de 2004 y 2005, el índice de aprobación de Fox en promedio fue del 45 % y su índice de desaprobación promedio fue del 49 %. Su descenso generalizado de popularidad durante este período se atribuye al proceso altamente controvertido del desafuero de Andrés Manuel López Obrador que comenzó en mayo de 2004, cuando el procurador general de la República, con el apoyo del Gobierno Federal, acusó a López Obrador (quien entonces era jefe de Gobierno de Ciudad de México), de desobedecer la orden de un juez federal con respecto a un caso de expropiación, y solicitó la revocación (desafuero) de la inmunidad legal constitucional de López Obrador, así como su destitución como jefe de Gobierno. Debido al muy elevado índice de popularidad de López Obrador en Ciudad de México[46] y al hecho de que el propio Fox había criticado duramente a su administración en ocasiones anteriores, los partidarios de López Obrador protestaron contra el proceso de desafuero y acusaron a Fox de orquestar una maniobra para que López Obrador no participara en las elecciones presidenciales de 2006 (dado si fuese imputado oficialmente, López Obrador habría perdido todos sus derechos civiles, incluido el derecho a postularse para la presidencia en 2006, a menos que fuese absuelto rápidamente de todos los cargos o pudiese cumplir su condena antes de la fecha límite de registro electoral). El proceso se prolongó durante 12 meses y fue criticado de forma casi unánime por los medios nacionales y extranjeros,[47][48] culminando en abril de 2005. El 7 de abril, la Cámara de Diputados aprobó tras una votación de 360 contra 127 (con dos abstenciones) levantar la inmunidad constitucional de López Obrador; no obstante, después de una manifestación masiva en apoyo a López Obrador en Ciudad de México realizada el 24 de abril de 2005, que contó con una asistencia superior a un millón de personas (en aquel momento, la mayor manifestación política en la historia reciente de México)[49] Fox decidió detener el proceso judicial contra López Obrador.

- Mayo de 2005 registró el índice de aprobación más bajo para Fox (35 % de aprobación, 59 % de desaprobación, 6 % sin opinión), tras el caótico proceso del desafuero y los controvertidos comentarios hechos por Fox con respecto a los afroestadounidenses ese mismo mes.

### Conflicto por el proyecto del aeropuerto de Texcoco
Desde el inicio de su mandato Vicente Fox se había comprometido a mejorar la infraestructura de México con la construcción de un nuevo aeropuerto en la zona metropolitana de Ciudad de México, los gobiernos de Hidalgo y del Estado de México solicitaron la obra. Después de varios estudios de factibilidad el 22 de octubre de 2001 se determinó que la obra sería realizada en terrenos del lago de Texcoco. Para lograr esta obra fue emitido un decreto presidencial que expropiaba 4 mil 550 hectáreas, pertenecientes a ejidatarios, por las que se pagarían 7 pesos por metro cuadrado. Campesinos afectados hicieron varias protestas, el 2 de noviembre de 2001, los ejidatarios de San Salvador Atenco iniciaron los trámites legales, impugnando ante los tribunales federales el decreto expropiatorio.
En diciembre de 2001 campesinos de San Salvador Atenco colocaron barricadas en los accesos principales a sus tierras para impedir la entrada de policías o maquinaria. Las protestas continuaron en diferentes zonas de Ciudad de México durante varios meses y la molestia de los campesinos iba en aumento.
Finalmente, debido a la inconformidad de los campesinos, el 1 de agosto de 2002, la Presidencia de la República decidió cancelar el proyecto en Texcoco del nuevo aeropuerto de la Ciudad de México.

### Creación de la AFI
El primero de noviembre de 2001, por decreto es creada la AFI agencia la cual se encarga de combatir delitos federales como el secuestro, tráfico de drogas, la delincuencia organizada así como los delitos electorales, el decreto establecía dicha institución como parte operativa de la PGR.
Durante los primeros meses del 2005, se vio envuelto en un disturbio legal y político relacionado con el desafuero (pérdida de inmunidad política) del jefe de Gobierno de la capital del país: Andrés Manuel López Obrador, quien acusó al presidente de confabularse en su contra. Días después, llegó a un acuerdo con Vicente Fox, mediante el cual la PGR no ejercería acción penal contra él. Esto provocó la renuncia del general Rafael Macedo de la Concha a la dirigencia de esa institución. Dicho acuerdo fue criticado por el presidente de la Suprema Corte de Justicia de la Nación, Mariano Azuela.
Otro conflicto en que se vio envuelto fue con el tráfico de influencias de los hermanos Bribiesca (hijos de Marta Sahagún). La diputada federal del PRD Martha Lucía Mícher Camarena, quien fue contendiente de Vicente Fox por la Gobernatura de Guanajuato en 1995, aseguró en octubre de 2005 que los Bribiesca se beneficiaron con $42 millones de pesos por comisiones y negocios con organismos del gobierno.

### Política exterior

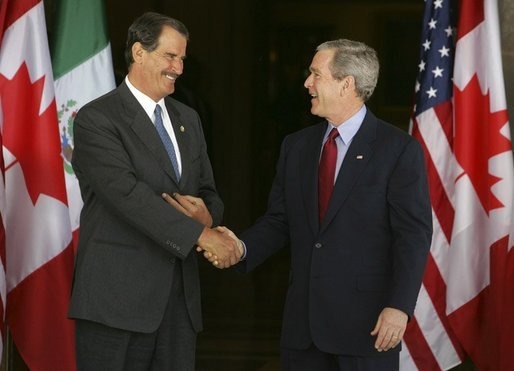
Con el entonces presidente George W. Bush

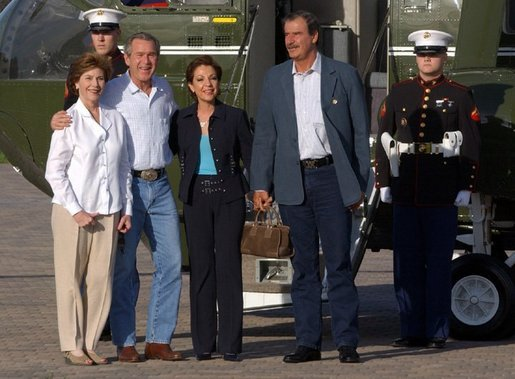
La ex primera dama Marta Sahagún con Laura Bush, George W. Bush y Vicente Fox.

Las relaciones con Estados Unidos llegaron a un momento de tensión debido a que el Gobierno de Vicente Fox manifestó su rechazo a la guerra de Irak de manera oficial en el Consejo de Seguridad en la ONU, en momento en que México buscaba el apoyo del presidente Bush para un acuerdo migratorio.
Durante su campaña electoral Fox planteaba convertir a México en una nación líder y activa en asuntos hemisféricos:

Creo que con la madurez que hoy tenemos, debemos salir al mundo a participar en lo que sucede, nos guste o no nos guste, así sea favorable o no. Tenemos que ser un actor claro en la participación en el mundo entero.

El primer enfrentamiento político de carácter internacional ocurrió con Cuba a raíz de la visita del líder cubano a México con ocasión de la Cumbre de la Organización de Naciones Unidas sobre el Financiamiento al Desarrollo celebrada en Monterrey en marzo del año 2002, en la que Vicente Fox invitó a Fidel Castro a salir del país, para darle su lugar al presidente de Estados Unidos, George W. Bush, haciendo célebre la frase «Comes y te vas», aun cuando tal expresión es un resumen efectuado por los editores del diario mexicano Milenio, de la que Fox realmente pronunció a Fidel Castro: «Me acompañas a la comida y de ahí te regresas [a La Habana]». Castro respondió: «Y de ahí cumplo sus órdenes: me regreso».
En noviembre de 2005, Fox criticó junto con Alejandro Toledo de Perú a miembros del Mercosur (Argentina, Paraguay y Uruguay), que junto con Venezuela no están de acuerdo en crear el ALCA. El sentimiento en los países mencionados es que hay aspectos que no les benefician (particularmente los subsidios agrícolas en Estados Unidos). Esto ocasionó un enfrentamiento. La defensa categórica del ALCA hecha por Fox durante la cumbre también sorprendió a muchos analistas políticos mexicanos y de Latinoamérica debido a que el ALCA no figura entre las prioridades de la política exterior mexicana, pues México ya tiene un amplio TLC con los Estados Unidos. La retórica de Vicente Fox en esta cumbre generó la réplica y ulterior intercambio de declaraciones amargas con los gobiernos de Argentina —quien se quejó de que Vicente Fox había asumido posturas intervencionistas cuando criticó a su presidente, Néstor Kirchner, de hacer demasiado caso a la opinión pública argentina— y con el de Hugo Chávez, presidente de Venezuela, siendo este último de mayor profundidad pues desembocó en un conflicto diplomático entre ambos países que llevó a la remoción mutua de los embajadores.
El alejamiento de México respecto de América Latina también se ha puesto en evidencia tras diversos desencuentros con otros países de la región, coincidentemente todos con gobiernos de tendencia de izquierda;  elegidos democráticamente en las urnas, como es el caso de Brasil, con quien se tenía firmado un acuerdo de amistad y cooperación que incluía la dispensa recíproca de visas. El acuerdo fue roto unilateralmente por el gobierno de Vicente Fox en el 2005 y se pasó a exigir visas a ciudadanos de este país y de Ecuador.[cita requerida] Finalmente, Vicente Fox hizo referencia a Bolivia de manera despectiva al comentar el estado de los intercambios comerciales de gas natural con la nación que, recientemente, había elegido a Evo Morales como su presidente, al declarar «que se coman su gas». Contrario a la costumbre que impone la importancia de México en la región, Vicente Fox no acudió, pese a estar invitado, a la toma de posesión de los gobiernos recientemente electos en Uruguay (Tabaré Vázquez), Bolivia (Evo Morales) y Chile (Michelle Bachelet). En el caso de Bolivia, Fox dijo que no iba debido a un compromiso anterior.

#### Migración
Vicente Fox es el presidente de México que más se ha pronunciado por lograr un acuerdo migratorio entre Estados Unidos y México, convirtiendo este tema durante su sexenio en eje principal en sus encuentros con el presidente de Estados Unidos George W Bush. Desde el inicio de su mandato se habían iniciado pláticas en Estados Unidos para lograr una reforma migratoria; sin embargo, los ataques terroristas del 11 de septiembre congelaron toda posibilidad de llegar a un acuerdo. A lo largo de su sexenio, Vicente Fox buscó a una reforma migratoria de los Estados Unidos que nunca se concretó, debido a la oposición de diversos grupos en el Congreso y en el senado estadounidense. Bajo esta reforma debería existir una migración controlada a través de un plan de trabajadores temporales, y los migrantes ilegales con más de 5 años en los Estados Unidos deberían ser legalizados.
Sin embargo, a pesar de estos esfuerzos, el gobierno de George W. Bush planeó construir y reforzar el muro fronterizo en la frontera con México, a lo cual Vicente Fox mostró su rechazo inmediatamente de manera personal y por la vía diplomática; también ordenó Bush el envío de 6,000 miembros de la Guardia Nacional para apoyar las labores de la Patrulla Fronteriza. Ante ello, el excanciller Luis Ernesto Derbez amenazó con realizar demandas civiles por medio de los consulados al gobierno de los Estados Unidos.
Vicente Fox también ha logrado ciertos derechos y apoyos para los mexicanos en los Estados Unidos, como la expedición de la Matrícula Consular, la cual es aceptada por diversos bancos y gobiernos estatales como identificación válida; ha logrado una disminución en las tarifas telefónicas desde Estados Unidos hacia México, y también la disminución del costo del envío de remesas por los migrantes,[cita requerida] y apoyó a una reforma en el IFE para lograr el voto de los mexicanos en el extranjero, la cual fue puesta en marcha en las elecciones del 2 de julio del 2006.

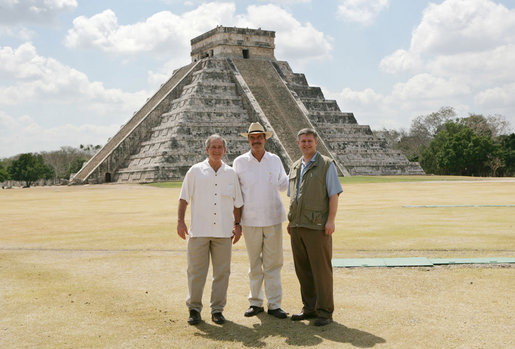
El entonces presidente de Estados Unidos George W. Bush, Vicente Fox y el primer ministro de Canadá Stephen Harper en la zona de las ruinas arqueológicas de Chichén Itzá el jueves 30 de marzo del 2006.

En mayo de 2006, recibió críticas nacionales e internacionales, debido a una declaración que fue considerada racista, aunque el conflicto no pasó a mayores, dada la explicación que luego se dio del incidente. Sin embargo, las declaraciones de corte racista continuaron en los discursos de Vicente Fox, pues señaló que «nos engañaron como viles chinos» en una reunión con empresarios automotrices de un país asiático; cabe destacar que esta frase forma parte del lenguaje coloquial mexicano.

### Empleo
Antes de ser elegido presidente, prometió en su campaña que proporcionaría a cada mexicano la oportunidad de un trabajo en México. En la práctica, se asegura que Fox ha dependido en gran parte de una política de migración hacia los Estados Unidos como manera de proporcionar los medios de subsistencia a los obreros mexicanos. Esta opinión está basada en el porcentaje que las remesas tienen respecto al producto interno bruto, lo que no se ha comentado es que anteriormente no se contaba con los medios que hoy se tienen para calcular esas remesas. La política de migración se ha convertido en pieza principal de las relaciones con los Estados Unidos y la prioridad del gobierno de México. Fox es un promotor entusiasta de una política de fronteras abiertas que permita el libre tránsito de personas entre los dos países[cita requerida]. Su más reciente solicitud al gobierno de los Estados Unidos fue la de crear un Plan de Trabajadores Huéspedes que según Fox proporcionaría una mayor seguridad a los EUA:

Lo mejor que le puede suceder a ambos países es que tengan un flujo ordenado y controlado de la migración hacia los Estados Unidos, […].

Esta política ha tropezado con una gran oposición en el lado estadounidense cuyo congreso aprobó la construcción de un muro antiinmigrantes a lo largo de la frontera. Fox condenó duramente la actitud de los EE. UU.: 

Los muros quedaron en el siglo pasado; se derribaron por la propia ciudadanía, se derribaron por la búsqueda de la libertad y la democracia; no es posible que se estén construyendo muros entre dos naciones hermanas, socias y vecinas [...] es una vergüenza, nos parece que no debería existir en la relación entre México y EE. UU.

### Política social
En el sexenio de Fox se implementaron políticas sociales tales como becas a estudiantes de escasos recursos de nivel primaria y secundaria, preescolar, maternal y apoyo económico a familias marginadas.

### Política ambiental
La política ambiental de Vicente Fox se caracterizó por un discurso que enfatizaba la protección del medio ambiente como un asunto de «seguridad nacional» y la necesidad de un «desarrollo sustentable». A lo largo del sexenio foxista se implementaron dos grandes programas nacionales que definieron la política ambiental en la administración de Fox: la Cruzada Nacional por un México Limpio, y la Cruzada Nacional por los Bosques y el Agua.
Sin embargo, la implementación y los resultados de estas «Cruzadas», fueron objeto de señalimientos y críticas a lo largo y al final del sexenio foxista, ante la falta de una coordinación y articulación efectiva de las estrategias y programas de las «Cruzadas», además de señalarse una tendencia hacia la privatización y sobreexplotación de los recursos naturales al realizar cambios en la legislación nacional.

### Educación, ciencia y tecnología
De acuerdo con René Drucker Colín, coordinador de la investigación en ciencias básicas para la UNAM, «ningún otro gobierno en la historia reciente ha descuidado la investigación en las ciencias básicas como en la administración de Fox». El plan de Fox para el presupuesto otorgado al Consejo Nacional de Ciencia y Tecnología (CONACYT), que fue del 1 % del PIB, se redujo al 0.33 % del PIB. La inversión del gobierno federal en investigación y desarrollo en 2004 fue de 0.41 % en México, frente a 0.95 % en Brasil y 0.6 % en Chile.

#### Biblioteca José Vasconcelos
La Biblioteca José Vasconcelos, etiquetada por la prensa como la «megabiblioteca», es considerada la mayor inversión en infraestructura en la administración Fox. La biblioteca tiene una superficie aproximada de 38000 metros cuadrados y tuvo un costo inicial previsto de 954 millones de pesos (aproximadamente 98 millones de dólares).
Fox inauguró la biblioteca el 16 de mayo del 2006, y declaró que era una de las más avanzadas construcciones del siglo XXI, lo que sería motivo de comentarios en los medios de comunicación de todo México. Esta inauguración tuvo lugar una semana antes de la fecha límite el presidente tuvo que promover sus logros antes de la elección presidencial de 2006.
La biblioteca tuvo que ser cerrada en marzo de 2007 debido a defectos de construcción, que se reflejaron en serias filtraciones de humedad. El Auditor Superior de la Federación detectó 36 irregularidades en su construcción y expidió 13 de mociones de responsabilidad a servidores públicos del gobierno federal. Entre las irregularidades detectadas se documentó el extravío de bloques de mármol, a un costo de 15 millones de pesos (aproximadamente 1,4 millones de dólares). Fue reabierta a finales de 2008.

### Conflicto CNI Canal 40
El 27 de diciembre de 2002, personal armado de TV Azteca tomó por asalto la antena transmisora de CNI Canal 40, en el Cerro del Chiquihuite. Al día siguiente, la programación de TV Azteca se veía en la señal de CNI Canal 40. Furiosos, los empleados del canal irrumpido se acercaron a Vicente Fox con una pancarta que decía «¿Y la ley? Fuera TV Azteca del Canal 40». La respuesta del mandatario Fox fue: «¿Y yo por qué?».

### Intervención electoral
El proselitismo del presidente Fox fue la principal crítica de la Alianza por México y la Coalición Por el Bien de Todos. Tan solo en los primeros meses de 2006, Fox realizó 52 giras por el país, en las cuales reiteró a través de spots o en declaraciones que «no es tiempo de cambiar de caballo», que «si seguimos por este camino, mañana México será mejor que ayer».
Datos de la Cámara de Diputados revelan que entre enero y abril de 2006, la erogación del gobierno federal en comunicación se incrementó 137 % y la partida 3700 para gastos publicitarios pudo haber rebasado los mil 500 millones de pesos en ese año electoral. Según el reporte obtenido a través del Instituto Federal de Acceso a la Información (IFAI), tan solo en producción de spots, la Presidencia de la República gastó 800,000 millones de pesos durante ese período.
Andrés Manuel López Obrador, fue el primero en reconvenir al presidente Fox para que dejara de intervenir en la campaña electoral, con la frase de «¡Cállate, chachalaca!», decidió ponerle una carta al presidente de la República en la que intentó disculparse de esa misma frase, argumentando que fue un «exabrupto», pero ratificándole que hay «trazas» de que estamos en una elección de Estado, toda vez que se han utilizado recursos públicos muy grandes en spots publicitarios con tintes políticos y que también programas de asistencia pública se están ejerciendo con finalidades clientelistas-electorales.
El día de la sentencia los magistrados escribieron que Fox puso en riesgo la validación de la elección presidencial. No hubo un solo magistrado que no hiciera el señalamiento: la intromisión del presidente Vicente Fox fue la mayor irregularidad detectada durante el desarrollo del proceso electoral. «Recordemos que llegó a hacer comentarios indirectos o metafóricos que incidían sobre las posiciones políticas que competían en la elección e incluso menciones expresas relacionadas con el proceso; injerencia que constituye la mayor irregularidad detectada durante el desarrollo del proceso», sostuvo la magistrada Alfonsina Bertha Navarro.

### Último informe de gobierno

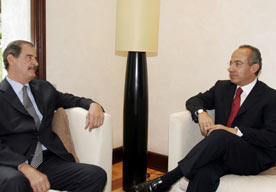
Con su sucesor, Felipe Calderón

Faltaban 3 meses para que acabara el mandato de Vicente Fox Quesada y se le informó que no había ninguna garantía para que llegara a la tribuna legislativa y rindiera su mensaje con motivo de su último informe de gobierno, debido a la crisis electoral que se vivía en esos momentos.
A unas cuadras antes de llegar al Palacio Legislativo de San Lázaro, los partidos ya fijaban sus posiciones en la apertura de sesiones en la 60 Legislatura. Legisladores del PRD ya lo esperaban en bloque en la entrada de la Cámara de Diputados. La tribuna prácticamente la tenían tomada.
Los legisladores de izquierda ocupan la mesa directiva del Congreso e impidieron al presidente, Vicente Fox, leer su último informe ante la Cámara, por lo que opta por entregar, fuertemente custodiado por el Ejército y la policía, el texto del Informe en el vestíbulo de la Cámara de Diputados al secretario de la Mesa Directiva del Senado, Rodolfo Pérez Gavilán.
El 1 de diciembre de 2006, Vicente Fox le entregó la presidencia de la República a Felipe Calderón en medio de una crisis política debido al resultado tan cerrado en las elecciones del 2 de julio del 2006.

## Años posteriores
Inmediatamente después de dejar el cargo anunció la creación el «Centro Fox», que sería un centro de estudios, biblioteca y museo, en los terrenos cercanos a su rancho en San Cristóbal (Guanajuato). Asimismo anunció que cabalgaría por América Latina para «promover la democracia y la libertad en contra del populismo».[cita requerida]
Ha tenido entrevistas en Estados Unidos con medios importantes de ese país, como FOX y CNN, donde defendió su gobierno mientras recibía críticas de los medios conservadores norteamericanos por el tema de la migración de mexicanos a los Estados Unidos.
A un mes de las elecciones federales de México que se llevaron a cabo el día 1 de julio de 2012 salieran rumores en lo cual, fueron oficiales al paso de los días. El expresidente Vicente Fox hace llamados para votar por Enrique Peña Nieto, candidato de la coalición Compromiso por México (PRI-Verde) en vez de apoyar a Josefina Vázquez Mota, candidata de su partido.
Días después en junio de 2012, Vicente Fox ofreció una conferencia de prensa para aclarar lo que dijo de apoyar a Peña Nieto; dijo que en el PAN ha estado muy gastado por la candidatura de Josefina Vázquez Mota y más por el gobierno de Felipe Calderón; también dijo: «hay un sin número de violaciones de los derechos humanos». Además comparó a Andrés Manuel López Obrador con el presidente de Venezuela Hugo Chávez y opinó que el Movimiento Yosoy132 como creaciones de las izquierdas y de los medios, especialmente de López Obrador. Terminó la conferencia diciendo: «Este arroz ya se coció».
Las reacciones en el PAN incluyeron el que presidente nacional de ese partido, Gustavo Madero Muñoz, le dijo a Fox a que deje de manipular el ánimo electoral y el panismo, días después, Gustavo Madero confirmó no expulsarlo del partido, pero, después de las elecciones someterían a Fox a un juicio político.
El PAN fijo posición a través de su vocero, Javier Lozano Alarcón, arremetiendo contra Fox llamándolo «cínico, cobarde, miserable, convenenciero y porro de Enrique Peña Nieto».
Según el PAN el proceso de expulsión se concretó a comienzos de 2013 al no acudir Fox a refrendar su militancia en el partido, una obligación para todos los militantes del partido con menos años de antigüedad, lo que a efectos prácticos significó la baja del mismo. El 14 de diciembre, al vencerse el plazo para refrendarse en el partido, Fox quedó automáticamente fuera del instituto político, al no cumplir dicho requisito.
El 17 de mayo de 2018, Vicente Fox, hizo público su apoyo al candidato del PRI, José Antonio Meade Kuribreña, en una reunión con este en la Ciudad de México.

### Legalización de las drogas

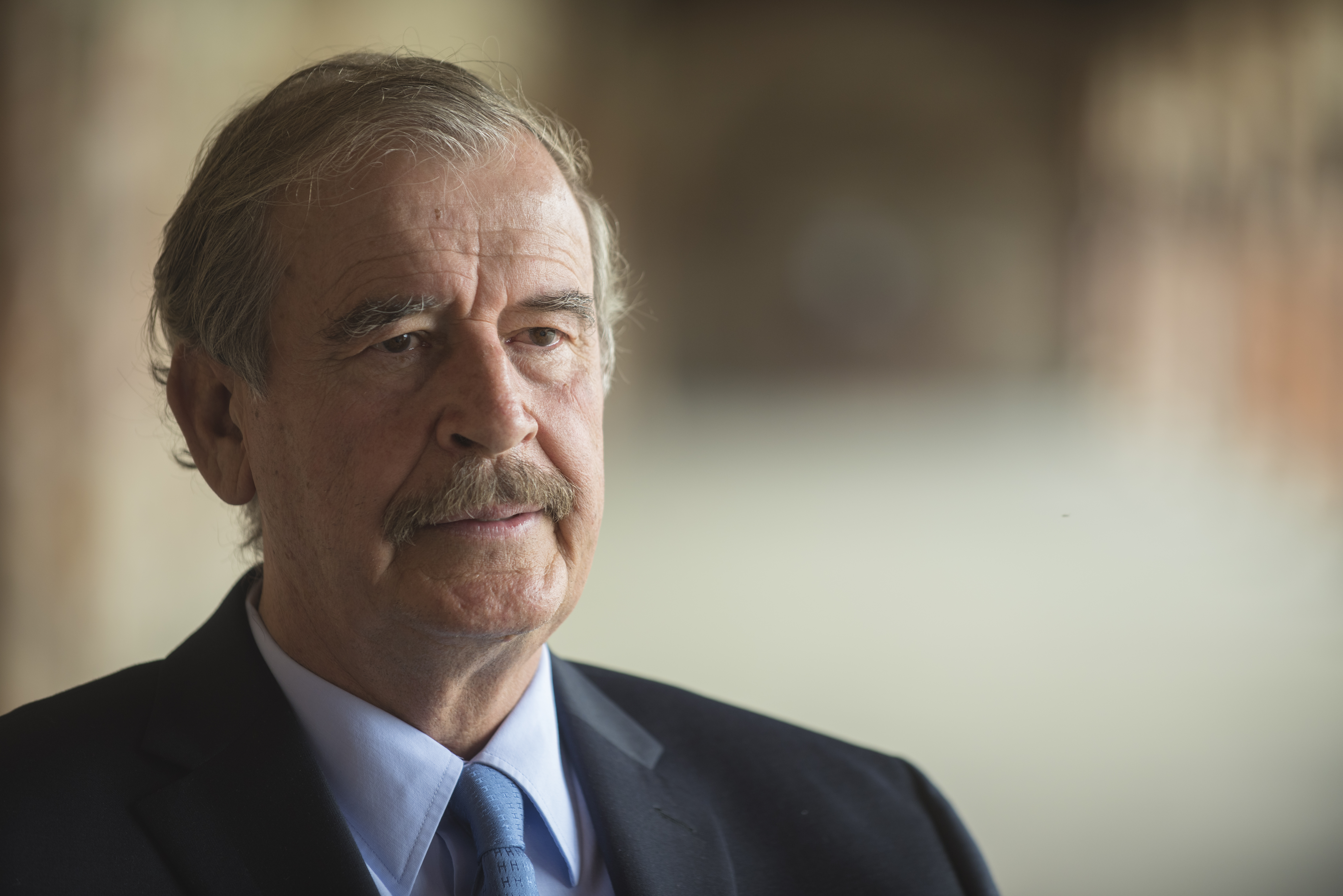
El expresidente en su rancho durante una entrevista realizada en 2016.

Tras concluir su mandato presidencial, Vicente Fox se ha convertido en uno de los principales impulsores de la legalización de las drogas en México. En agosto de 2010, Fox sugirió legalizar la producción, distribución y venta de drogas como parte de una estrategia para golpear la estructura económica de los cárteles.
En enero de 2011, Fox declaró en una entrevista para la revista TIME que «debemos quitar la cadena de producción de manos de los criminales y ponerla en manos de los productores». Aunque aclaró que legalizar las drogas no las hace buenas para la salud, la decisión del consumo debe quedar en los ciudadanos. También señaló a la Proposición 19 de California habría sido «un paso adelante gigantesco» en la legalización en otros países de América Latina y lamentó que no haya sido ratificada.
En octubre de 2011, Fox insistió en su postura a favor de legalizar todas las drogas en una conferencia impartida en el Instituto Cato de Washington. Fox señaló que la legalización es «una medida necesaria» en la lucha contra el narcotráfico. También criticó al entonces presidente mexicano Felipe Calderón, afirmando que ningún otro gobierno en el mundo había dicho antes «no más drogas para nuestros hijos».
En abril de 2012, Fox hizo un llamado a los mandatarios de América Latina para legalizar las drogas, en el marco de la Cumbre de las Américas en Cartagena, Colombia. Fox emitió un desplegado en un diario de circulación nacional, donde instó a los presidentes latinoamericanos a la legalización y «separar el tema de salud al de la violencia y la criminalidad».
En mayo de 2013, el diario Seattle Times dio a conocer que Vicente Fox invertirá en un negocio que busca convertirse en la primera empresa minorista de venta de marihuana legalmente establecida en Estados Unidos. La empresa será manejada por el exejecutivo de Microsoft, James Shively, y busca convertirse en líder en el mercado de uso medicinal y recreativo. Días después del anuncio, Fox declaró que, de legalizarse la marihuana en México, él mismo se convertiría en productor.
En julio de 2013, Fox organizó el Simposium Estados Unidos-México sobre Legalización y Uso Médico de Cannabis, un foro de tres días en el Centro Fox, en Guanajuato, para discutir la legalización de la marihuana en México. Al término del simposio, Fox anunció que el Centro Fox se dedicará a investigar los usos medicinales de la marihuana.
En abril de 2019, durante el congreso internacional CannaMéxico World Summit 2019, el exmandatario manifestó su interés a los asistentes por crear la primera asociación nacional de marihuana en México, con la finalidad de englobar a los activistas que realizan labores de concientización en la población sobre los usos medicinales de la planta.

## Controversias

### Estatua

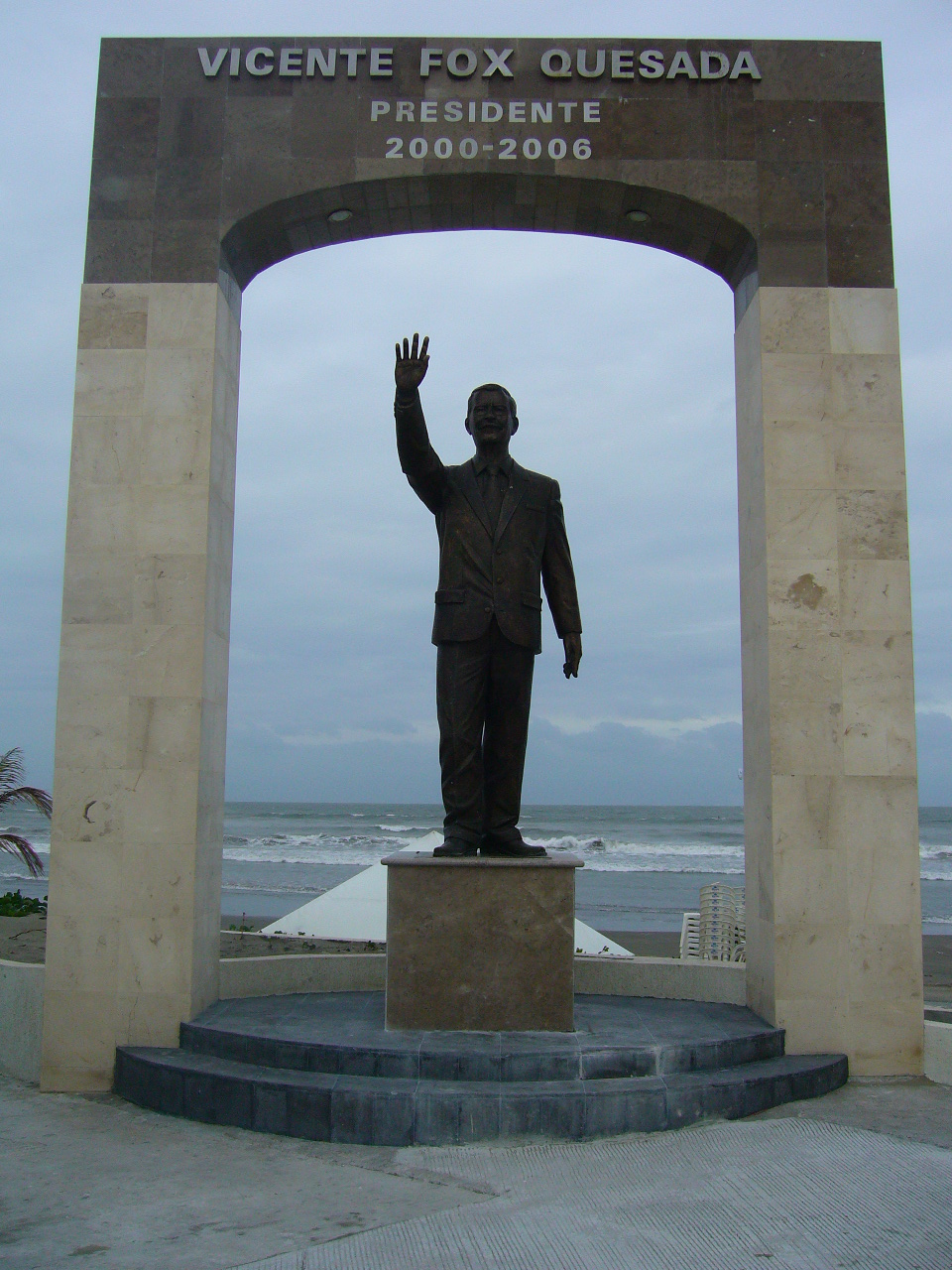
Polémica estatua del expresidente Vicente Fox en Boca del Río, Veracruz.

En octubre de 2007 el ayuntamiento del Municipio de Boca del Río (Veracruz) anunció que develaría una estatua en honor a Fox. Provocó diversas críticas en medios de comunicación y del Partido de la Revolución Democrática, en las que hicieron hincapié en el que Francisco Gutiérrez, presidente municipal de Boca del Río en aquel entonces, era del PAN, y que ya había renombrado un bulevar de la ciudad como «Vicente Fox Quesada».
En los medios de comunicación ocurrió una indignación por cierto grupo de la población por la instalación de la estatua ya que estaba inmiscuido en un escándalo de enriquecimiento ilícito en aquel entonces.
Se fijó la ficha de la develación para el 14 de octubre. No obstante, un día antes, un grupo de alrededor de sesenta jóvenes, que la prensa identificó como militantes del PRI, se congregaron en donde estaba la estatua para derribarla con una soga. Aun así, al día siguiente no se canceló el evento.
El PAN acusó directamente al PRI y específicamente al gobernador de Veracruz Fidel Herrera Beltrán de ordenar el ataque a la estatua, además de que Fox arremetió en su contra al llamarlo «intolerante».[cita requerida]
El 11 de diciembre de 2007, fue reinstalada la estatua del expresidente Vicente Fox en el bulevar del mismo nombre en la ciudad de Boca del Río, Veracruz. El 7 de enero de 2008, la estatua fue pintada y mancillada nuevamente y vuelta a restaurar.

### Escándalo y acusaciones de enriquecimiento ilícito
En septiembre de 2007 resurgió en la escena política nacional, después de que la revista Quien publicó un reportaje sobre la vida del político guanajuatense y su esposa Marta Sahagún de Fox, en el rancho San Cristóbal recién remodelado, a un año de terminar su sexenio.
Tras la aparición del extenso reportaje en la revista mexicana dedicada a asuntos sociales de personajes relevantes, surgieron voces en el Congreso mexicano para indagar su fortuna, para lo cual incluso se trató de crear una comisión especial de investigación; al tiempo que un senador del PRD –Ricardo Monreal Ávila– presentó ante la Procuraduría General de la República una demanda por la presunción de diversos delitos, entre los que destaca el de enriquecimiento ilícito.
En ese contexto, además de algunos pronunciamientos hechos por algunos políticos y excolaboradores cercanos, como Lino Korrodi, quien presidió la organización Amigos de Fox, ahora el exmandatario está envuelto en acusaciones sobre el uso de recursos para remodelar su rancho, en el estado de Guanajuato. Lino Karrodi tiene una hija de nombre Karla Karrodi casada con un magnate de Ciudad Juárez y uno de los tantos propulsores de la campaña de presidencial de Vicente Fox, su fortuna ha sido investigada por la DEA por ser sospechoso de lavado de dinero, su suegro artífice financiero del club Los Amigos de Fox.
El 16 de octubre de 2007, Vicente Fox abandonó una entrevista con Rubén Luengas de la cadena Telemundo, al no querer responder las preguntas sobre acusaciones de sus múltiples propiedades y las de su esposa, Martha Sahagún.
En ese mismo mes diputados del PRD presentaron supuestas pruebas y denuncia ante la PGR, por ocultar querellas de enriquecimiento ilícito de los Bribiesca por cerca de seis mil millones de pesos, y fraudes a PEMEX usando la empresa KILATE. Fox también ha sido señalado como presunto cómplice o responsable del fraude financiero por 400 millones de dólares de la empresa Oceanografía, la mayor empresa contratista de Pemex durante su gobierno, luego que Pemex encontró en una revisión interna irregularidades en contratos con la firma. Por esto fue cuestionado por algunos personajes políticos, como López Obrador, que ante el caso mencionó que: «si existiera el Estado de derecho, ya se habría llamado a declarar a Fox.»

### Benito Juárez
Fox declaró en julio de 2013 ante los medios que se considera el mejor presidente de México en toda la historia nacional, incluso por mejor que Benito Juárez, a quien criticó como figura histórica al llamarlo un «vendepatrias por la firma del fallido tratado McLane-Ocampo». Al respecto, el ayuntamiento del municipio de Oaxaca de Juárez declaró por unanimidad a Fox como una persona no bienvenida para la ciudad.

### Permisos exprés para comercializar cannabis
En abril de 2023, el presidente Andrés Manuel López Obrador acusó al expresidente Enrique Peña Nieto de otorgarle permisos de manera exprés a Fox Quesada para comercializar productos derivados de la cannabis.

### Antisemitismo
Fox fue objeto de críticas luego de que, en una publicación de la red social Twitter, atacara a los precandidatos presidenciales de Morena, afirmando: «Sheinbaum es judía búlgara, Marcelo es fifí francés, Adán Augusto es de Transilvania, Noroña es extraterrestre, la única mexicana es Xóchitl». Esto motivó a que recibiera señalamientos de xenofobia y antisemitismo, por lo que ofreció una disculpa a la comunidad judía en México y eliminó la publicación posteriormente. En la red, usuarios, además, le hicieron ver la incongruencia de sus acusaciones, al ser él hijo de una mujer española y beneficiario de la reforma constitucional que permitió que los hijos de padres extranjeros fueran reconocidos como plenos ciudadanos mexicanos, lo que le abrió la puerta a participar en política y ser candidato presidencial en el año 2000. La CNDH condenaría también las expresiones vertidas por Fox: «Esta CNDH condena el mensaje del expresidente, porque no abona a un debate político democrático ni basado en los principios constitucionales de igualdad y no discriminación».

### Misoginia
Sería objeto de polémica nuevamente al haber llamado «dama de compañía» a la empresaria y política Mariana Rodríguez Cantú, también en un mensaje de Twitter. Esto le ocasionó denuncias por violencia de género y condenas por parte de diversos actores políticos. A raíz de este altercado, voluntariamente se retiraría de esta red social. Sin embargo, un mes después regresaría a esa red social.

## Libros
Vicente Fox es autor del libro A Los Pinos, publicado en 1999, y El Amanecer, publicado en 2000 por los autores Bruce Fielding Tipton e Hilda Rico Llanos. En octubre de 2007 publicó junto con Rob Allyn el libro Revolution of Hope: The Life, Faith, and Dreams of a Mexican President.

## Condecoraciones
- Collar de la Orden del Libertador General San Martín. (Argentina)[112]
- Gran Estrella de la Decoración de Honor por Servicios a la República de Austria (Austria, 2005)[113]
- Gran Cruz de la Orden de Vytautas el Grande (Lituania, 14 de enero de 2002)[114]
- Caballero honorario de la Gran Cruz de la Orden de San Miguel y San Jorge (Reino Unido)[115]
- Collar de la Orden de Isabel la Católica. (España, 8 de noviembre de 2002)[116]
- Caballero de la Real Orden de los Serafines (Suecia, 22 de octubre de 2002)[117]